# Absicht
Absichten oder Intentionen sind mentale Zustände, in denen sich der Handelnde auf eine bestimmte Handlung festlegt. Den Plan zu haben, morgen den Zoo zu besuchen, ist ein Beispiel für eine Absicht. Der Handlungsplan ist der Inhalt der Absicht, während die Festlegung die Einstellung zu diesem Inhalt ist. Andere mentale Zustände können Handlungspläne zum Inhalt haben, wie wenn man einen Plan bewundert, unterscheiden sich aber von Absichten, da sie keine praktische Festlegung zur Umsetzung dieses Plans beinhalten. Erfolgreiche Absichten rufen den beabsichtigten Handlungsablauf hervor, während erfolglose Absichten dies nicht tun. Absichten haben, wie viele andere mentale Zustände, Intentionalität: Sie stellen mögliche Sachverhalte dar.
Absichtstheorien versuchen, die charakteristischen Merkmale von Absichten zu erfassen. Laut dem traditionell vorherrschenden Ansatz ist eine Absicht nichts anderes als Wunsch, eine bestimmte Handlung auszuführen, und die Überzeugung, dass man diese Handlung ausführen wird. Solche Ansätze werden häufig aufgrund der Tatsache kritisiert, dass weder Überzeugung noch Wunsch eine praktische Festlegung zur Durchführung einer Handlung beinhalten, was häufig durch verschiedene Gegenbeispiele veranschaulicht wird. Die Evaluationstheorie versucht, dieses Problem zu überwinden, indem sie die Absicht in Bezug auf unbedingte Evaluationen erklärt. Das heißt, dass Absichten die beabsichtigte Handlungsweise nicht nur als in gewisser Hinsicht gut darstellen, wie dies bei Wünschen der Fall ist, sondern als alles in allem gut. Dieser Ansatz hat Probleme bei der Erklärung von Fällen von Akrasia, d. h. dass Personen nicht immer das beabsichtigen, was sie für die beste Handlungsweise halten. Eine eng verwandte Theorie identifiziert Absichten nicht mit unbedingten Evaluationen, sondern mit vorherrschenden Wünschen. Sie besagt, dass die Absicht, etwas zu tun, darin besteht, es am meisten zu wünschen. Gegner dieses Ansatzes haben verschiedene Gegenbeispiele formuliert, um zu zeigen, dass Absichten nicht immer mit dem stärksten Wunsch der Person übereinstimmen. Ein anderer Ansatz als die bisher erwähnten Theorien geht auf Elizabeth Anscombe zurück und weist die Unterscheidung zwischen Absichten und Handlungen zurück. Ihrer Ansicht nach ist die Absicht, ein Ziel zu erreichen, bereits eine Form des Handelns auf dieses Ziel hin und daher kein eigenständiger mentaler Zustand. Diese Sichtweise hat Schwierigkeiten, Fälle zu erklären, in denen Absichten und Handlungen scheinbar getrennt auftreten, z. B. wenn die Person derzeit nichts zur Verwirklichung ihres Plans unternimmt oder im Falle von gescheiterten Handlungen. Die Selbstreferentialitätstheorie besagt, dass Absichten selbstreferenziell sind, d. h. dass sie nicht nur eine Vorstellung der beabsichtigten Handlungsweise beinhalten, sondern zugleich sich selbst als Ursache der Handlung repräsentieren. Die Behauptung, dass dies auf der Ebene des Inhalts der Absicht geschieht, ist jedoch umstritten.
Der Begriff „Absicht“ bezieht sich auf eine Gruppe verwandter Phänomene. Aus diesem Grund unterscheiden Theoretiker oft verschiedene Arten von Absichten, um Missverständnisse zu vermeiden. Die meistdiskutierte Unterscheidung ist die zwischen prospektiven und unmittelbaren Absichten. Bei prospektiven Absichten, auch als „prior intentions“ bezeichnet, geht es um Pläne für die Zukunft. Sie lassen sich danach unterteilen, wie weit sie in die Zukunft reichen: Proximale Absichten betreffen Pläne für das, was man sofort tun möchte, während distale Absichten sich auf eine weiter entfernte Zukunft beziehen. Unmittelbare Absichten hingegen sind Absichten, die den Handelnden leiten, während er die betreffende Handlung ausführt. Sie werden auch als „handlungsbezogene“ Absichten oder „intentions-in-action“ bezeichnet. Der Begriff „Absicht“ bezieht sich in der Regel auf erwartete Mittel oder Ziele, die den Handelnden motivieren. In einigen Fällen kann er sich aber auch auf erwartete Nebeneffekte beziehen, die für den Handelnden weder Mittel noch Zweck sind. In diesem Fall wird manchmal der Begriff „oblique Intention“ verwendet. Absichten sind rational bewertbar: Sie sind entweder rational oder irrational. Bewusste Absichten sind die paradigmatische Form der Absicht: Bei ihnen ist sich der Handelnde seiner Ziele bewusst. Es wurde jedoch vorgeschlagen, dass Handlungen auch von unbewussten Absichten geleitet werden können, deren sich der Handelnde nicht bewusst ist.
Der Bildung von Absichten geht manchmal die Überlegung bezüglich vielversprechender Handlungsalternativen voraus. Sie kann in Entscheidungen erfolgen, bei denen die Person zwischen diesen Alternativen wählt.
Absichten sind dafür verantwortlich, Handlungen einzuleiten, aufrechtzuerhalten und zu beenden. Sie werden häufig verwendet, um zu erklären, warum Menschen ein bestimmtes Verhalten an den Tag legen. Das Verhalten anderer in Bezug auf Absichten zu verstehen, findet bereits in der frühen Kindheit statt. Wichtig ist in diesem Zusammenhang die Rolle von Gesten, Zeigen, Aufmerksamkeit und Augenbewegungen, um die Absichten anderer zu verstehen und gemeinsame Absichten zu bilden. In der Handlungstheorie ist eine zentrale Frage, ob es für alle intentionalen Handlungen gilt, dass sie von Absichten verursacht oder begleitet werden. Die Theorie des überlegten Handelns zielt darauf ab, Verhalten basierend darauf vorherzusagen, wie bereits bestehende Einstellungen und subjektive Normen die Verhaltensabsichten bestimmen. In der Ethik besagt das Absichtsprinzip, dass die moralische Zulässigkeit einer Handlung manchmal von der Absicht des Handelnden abhängt, diese Handlung auszuführen.

## Definition
Absichten sind mentale Zustände, die Handlungspläne beinhalten, auf die sich eine Person festgelegt hat. Als Handlungspläne können sie das Verhalten steuern. Der Handlungsplan stellt den Inhalt der Absicht dar, während die Festlegung die Einstellung der Person zu diesem Inhalt ist. Der Begriff „Absicht“ kann sowohl für prospektive Absichten verwendet werden, die noch nicht ausgeführt werden, als auch für Absichten, die das Verhalten in dem Moment steuern, in dem es geschieht, sogenannte unmittelbare Absichten, wie weiter unten erläutert. Die Absicht, morgen zu studieren, ist ein Beispiel für eine prospektive Absicht, während der Versuch, ein Spiel durch das Erzielen eines Drei-Punkte-Wurfs zu gewinnen, eine handlungsbezogene Absicht darstellt.
Die Alltagspsychologie erklärt menschliches Verhalten auf der Grundlage mentaler Zustände, einschließlich Überzeugungen, Wünschen und Absichten. Diese Erklärung beruht auf der Idee, dass Wünsche das Verhalten motivieren und Überzeugungen das Verhalten auf das gewünschte Ziel lenken. Dies kann im Sinne von Kausalketten verstanden werden, d. h. dass Wünsche Absichten verursachen, Absichten Handlungen verursachen und Handlungen die Verwirklichung des gewünschten Ergebnisses verursachen.

### Inhalt und Festlegung
Absichten können, wie viele andere mentale Zustände, als aus zwei Komponenten bestehend verstanden werden: einem Inhalt und einer Einstellung zu diesem Inhalt. Nach dieser Auffassung ist der Inhalt einer Absicht der betreffende Handlungsplan und die Einstellung beinhaltet eine Festlegung zur Ausführung dieser Handlung. Absichten können denselben Inhalt haben wie andere mentale Zustände, wie Überzeugungen oder Wünsche. Die verschiedenen mentalen Zustände unterscheiden sich jedoch hinsichtlich ihrer Einstellungen. Die Idee, den Armen zu helfen, zu bewundern, unterscheidet sich beispielsweise von der Absicht, den Armen zu helfen, obwohl beide Zustände denselben Plan als Inhalt haben. Ein Unterschied zwischen Wünschen und Absichten besteht darin, dass Absichten ihren Inhalt stärker einschränken.  Dazu gehört, dass Absichten auf mögliche Handlungsabläufe gerichtet sind, d. h. dass sie etwas beinhalten, was der Handelnde tun kann oder zumindest glaubt, tun zu können. Bei Wünschen hingegen gibt es diese Form der Einschränkung nicht. In diesem Sinne ist es möglich, sonniges Wetter für morgen zu wünschen, aber nicht, sonniges Wetter für morgen zu beabsichtigen.
Ein zentraler Aspekt von Absichten bezüglich der Einstellung zu ihrem Inhalt ist, dass sich die Person auf den betreffenden Plan festgelegt hat. Dies ist etwas anderes, als nur etwas tun zu wollen und zu denken, dass es gut wäre, es zu tun. Manchmal wird argumentiert, dass diese Festlegung in einem uneingeschränkten Urteil darüber besteht, dass die beabsichtigte Handlungsweise gut ist. Nach dieser Auffassung bewerten Absichten ihre beabsichtigte Handlungsweise als alles in allem gut. Dieser Aspekt steht im Gegensatz zu Wünschen, die ihr Objekt lediglich in gewisser Hinsicht als gut bewerten, aber offen lassen, ob es in anderer Hinsicht schlecht ist. Wer noch darüber nachdenkt, ob er eine bestimmte Handlung ausführen soll, hat sich beispielsweise noch nicht auf deren Ausführung festgelegt, es fehlt ihm daher die entsprechende Absicht. Es wurde argumentiert, dass diese Form der Festlegung einzigartig für Absichten ist und nicht bei anderen mentalen Zuständen, wie Überzeugungen oder Wünschen, zu finden ist. In diesem Sinne können Absichten auf Überzeungen und Wünschen beruhen oder von ihnen begleitet werden, sind aber nicht auf sie reduzierbar.
Ein weiterer wichtiger Aspekt von Absichten ist, dass sie Erfüllungsbedingungen (conditions of satisfaction) haben, wie Überzeugungen und Wünsche. Dies bedeutet, dass Absichten entweder erfolgreich oder erfolglos sind. Eine Absicht, die die beabsichtigte Handlung hervorruft, ist eine erfolgreiche Absicht. Aber wenn das hervorgerufene Verhalten sein Ziel verfehlt, ist die Absicht erfolglos. Der Inhalt der Absicht bestimmt ihre Erfüllungsbedingungen. Der Erfolg liegt in der Regel nicht vollständig in der Hand des Handelnden, da verschiedene Faktoren außerhalb der Kontrolle und des Bewusstseins des Handelnden den Ausgang der versuchten Handlung beeinflussen können.

### Intention und Intentionalität
Die Begriffe „Intention“ und „Absicht“ haben eine andere Bedeutung als der Begriff „Intentionalität“, obwohl sie eng miteinander verwandt sind.  Intentionalität ist der allgemeinere Begriff: Er bezieht sich auf die Fähigkeit des Geistes, sich Dinge, Eigenschaften und Sachverhalte vorzustellen oder sie zu repräsentieren. Intentionen sind eine Form der Intentionalität, da ihre Inhalte mögliche Handlungsabläufe repräsentieren.  Es gibt jedoch auch andere Formen der Intentionalität, wie einfache Überzeugungen oder Wahrnehmungen, die keine Intentionen beinhalten. Das Adjektiv „intentional“ ist mehrdeutig, da es sich entweder auf Intentionen oder auf Intentionalität beziehen kann.

## Absichtstheorien
Absichtstheorien versuchen, die charakteristischen Merkmale von Absichten zu erfassen. Einige Theorien konzentrieren sich eher auf prospektive oder auf unmittelbare Absichten, während andere versuchen, eine einheitliche Erklärung dieser verschiedenen Arten von Absichten zu liefern.

### Basierend auf Überzeugung und Wunsch
Der traditionell vorherrschende Ansatz reduziert Absichten auf Überzeugungen und Handlungswünsche. Ein Handlungswunsch ist der Wunsch, eine Handlung auszuführen. Nach dieser Auffassung ist die Absicht, morgen Sport zu treiben, gleichbedeutend mit dem Wunsch, morgen Sport zu treiben, zusammen mit der Überzeugung, dass man morgen Sport treiben wird. In einigen Darstellungen wird auch davon ausgegangen, dass diese Überzeugung auf dem Wunsch beruht: Man glaubt, dass man es tun wird, weil man es tun möchte. Eine ähnliche Definition sieht Absichten als „sich selbst erfüllende Erwartungen, die durch den Wunsch nach ihrer Erfüllung motiviert sind und sich selbst als solche darstellen“. Ein wichtiger Vorzug dieses Ansatzes ist seine Einfachheit und seine Erklärungskraft. Er trägt auch der Tatsache Rechnung, dass eine enge Beziehung zu bestehen scheint zwischen dem, was man glaubt, was man wünscht und was man beabsichtigt. In der zeitgenössischen Literatur wurden jedoch verschiedene Argumente gegen diese Reduktion vorgebracht. Diese nehmen oft die Form von Gegenbeispielen an, in denen sowohl eine entsprechende Überzeugung als auch ein Wunsch vorhanden ist, wobei jedoch die Absicht fehlt, oder in denen eine Absicht ohne eine dieser beiden Komponenten vorhanden ist. Dies wird manchmal in Bezug auf die Idee erklärt, dass Absichten eine Form der Festlegung auf die beabsichtigte Handlungsweise durch die Person beinhalten. Dieser Aspekt ist jedoch bei Überzeugungen und Wünschen an sich nicht vorhanden. Wenn eine Person sich beispielsweise überlegt, ob sie auf eine Beleidigung mit Vergeltung reagieren soll, kann sie sowohl den Wunsch dazu haben, als auch die Überzeugung, dass sie dies letztendlich tun wird, basierend darauf, wie sie in der Vergangenheit gehandelt hat. Der Person kann jedoch immer noch die entsprechende Absicht fehlen, da sie noch nicht vollständig entschlossen ist. Es ist auch möglich, eine Absicht zu haben, etwas zu tun, ohne daran zu glauben, dass man es tatsächlich tun wird, zum Beispiel, weil die Person früher ähnliche Absichten hatte und auch damals nicht danach gehandelt hat oder weil die Person unsicher ist, ob ihr die Handlung gelingen wird. Es wurde jedoch argumentiert, dass auch eine schwächere Beziehung zwischen Absichten und Überzeugungen zutreffen kann, z. B. dass die Absicht die Überzeugung beinhaltet, dass es eine Chance gibt, das zu erreichen, was man beabsichtigt.
Ein weiterer Einwand konzentriert sich auf den normativen Unterschied zwischen Überzeugung und Absicht. Dies ist für Fälle relevant, in denen die Person nicht gemäß der beabsichtigten Vorgehensweise handelt, beispielsweise aufgrund von Willensschwäche. Diese Art von Versagen unterscheidet sich von dem bloßen epistemischen Fehler, das eigene Verhalten falsch vorherzusagen. Andere Argumente konzentrieren sich auf die Unähnlichkeit dieser Zustände. So kann man zum Beispiel unmögliche Dinge wünschen, aber man kann nicht beabsichtigen, etwas zu tun, was man für unmöglich hält. Und während Überzeugungen wahr oder falsch sein können, trifft dies auf Absichten nicht zu.

### Evaluationstheorie
Ein weiterer prominenter Ansatz, der von Donald Davidson stammt, sieht Absichten als evaluative Einstellungen. Seiner Ansicht nach sind Wünsche bedingte evaluative Einstellungen, während Absichten unbedingte evaluative Einstellungen sind. Das bedeutet, dass Wünsche ihr Objekt als in gewisser Hinsicht positiv ansehen, während Absichten ihr Objekt als insgesamt oder alles in allem positiv ansehen. So mag eine Person den Wunsch haben, ins Fitnessstudio zu gehen, weil es gesund ist, während ihre Absicht, ins Fitnessstudio zu gehen, auf der Einschätzung beruht, dass es alles in allem gut ist. Diese Theorie steht in engem Zusammenhang mit der oben erläuterten Ansatz, da sie ebenfalls davon ausgeht, dass Überzeugungen an Absichten beteiligt sind. In diesem Fall ist die fragliche Überzeugung nicht eine Überzeugung, dass man die Handlung ausführen wird, sondern eine Überzeugung, dass die betreffende Handlung ein Mittel zum Erreichen des positiv bewerteten Zwecks ist.
Diese Theorie wurde aufgrund der Idee kritisiert, dass es einen Unterschied zwischen der Bewertung einer Handlungsweise und der Festlegung zu einer Handlungsweise gibt. Dieser Unterschied ist wichtig, um Fälle von Akrasia zu erklären, d. h. dass Menschen nicht immer das tun, was sie für das Beste halten. Ein Beispiel für Akrasia ist ein Autor, der glaubt, dass es am besten wäre, an seinem neuen Buch zu arbeiten, aber stattdessen fernsieht, trotz seiner unbedingten evaluativen Einstellung zugunsten der Arbeit. In diesem Sinne können Absichten keine unbedingten evaluativen Einstellungen sein, da es möglich ist, eine Alternative zu beabsichtigen, während man eine unbedingte evaluative Einstellung gegenüber einer anderen Alternative hat.

### Basierend auf dem stärksten Wunsch
Eine andere Theorie konzentriert sich ausschließlich auf die Beziehung zwischen Absicht und Wunsch. Sie besagt, dass die Absicht, etwas zu tun, darin besteht, es am meisten zu wünschen. Die Behauptung, dass Absichten von Wünschen begleitet werden, wird allgemein akzeptiert. Es gibt jedoch verschiedene Argumente gegen die Behauptung, dass Absichten nichts anderes als Wünsche sind. Sie konzentrieren sich häufig auf Fälle, in denen Menschen etwas anderes beabsichtigen als das, was ihrem vorherrschenden Wunsch entspricht. Zum Beispiel kann eine Person beabsichtigen, ins Fitnessstudio zu gehen, obwohl sie einen viel stärkeren Wunsch hat, stattdessen in die Kneipe zu gehen. Dies kann der Fall sein, weil die Person denkt, dass es besser ist, ins Fitnessstudio zu gehen, obwohl dies nicht im Einklang mit ihren Wünschen steht. Ein weiteres Gegenbeispiel stammt aus Fällen, in denen die Person noch keine Absicht gebildet hat, obwohl ein Wunsch vorherrschend ist. Eine eng verwandte Theorie versteht Absichten als Handlungsdispositionen und Wünsche als Dispositionen zur Bildung von Absichten, d. h. als Handlungsdispositionen höherer Ordnung.

### Beabsichtigen als Handeln
Die meisten Absichtstheorien sehen Absichten als mentale Zustände, die eng mit Handlungen verbunden sind, aber auch ohne die entsprechende Handlung auftreten können. Elizabeth Anscombe und ihre Anhänger bieten eine alternative Darstellung, die sich gegen die Unterscheidung zwischen Absichten und Handlungen stellt. Nach dieser Auffassung ist die Absicht, ein Ziel zu erreichen, bereits eine Form des Handelns auf dieses Ziel hin und daher kein eigenständiger mentaler Zustand. Das heißt, wenn man sich vornimmt, nächsten Donnerstag den Zoo zu besuchen, ist man bereits auf dem Weg dorthin. Eine wichtige Stärke dieser Auffassung besteht darin, dass sie eine einheitliche Erklärung von Absichten liefert: Es muss nicht zwischen prospektiven und unmittelbaren Absichten unterschieden werden, da alle Absichten unmittelbare Absichten sind.
Ein offensichtliches Gegenargument zu dieser Position ist, dass man im obigen Beispiel des Zoos derzeit nichts tut, um diesen Plan zu verwirklichen. Die Verteidiger weisen dieses Argument zurück, indem sie zu verdeutlichen versuchen, wie bereits minimale vorbereitende Schritte als Teil der Handlung angesehen werden können. Solche Schritte können beispielsweise darin bestehen, keine anderen Pläne zu machen, die mit dem fraglichen Vorhaben kollidieren könnten, wie beispielsweise die Planung eines anderen Termins zur gleichen Zeit an einem anderen Ort. Ein weiterer Einwand beruht auf der Beobachtung, dass nicht alle Absichten erfolgreich sind, d. h. dass man beabsichtigen kann, etwas zu tun, es aber nicht tut. Zum Beispiel kann man beabsichtigen, dem kürzesten Weg nach Hause zu folgen, aber eine falsche Abzweigung nehmen und dadurch die entsprechende Handlung nicht ausführen. In solchen Fällen kann argumentiert werden, dass die Absicht vorlag, während die Handlung fehlte, d. h. der Handelnde beabsichtigte, den kürzesten Weg zu nehmen, hat aber nicht den kürzesten Weg genommen. Die Möglichkeit, dass die beiden getrennt auftreten, würde darauf hindeuten, dass sie nicht identisch sind.

### Selbstreferentialitätstheorie
Die Selbstreferenzialitätstheorie besagt, dass ein zentrales Merkmal von Absichten darin besteht, dass sie selbstreferentiell sind. Dies bedeutet, dass Absichten nicht nur eine Vorstellung des beabsichtigten Handlungsverlaufs beinhalten, sondern zugleich sich selbst als Ursache der Handlung repräsentieren. So gesehen stellt die Absicht, ins Fitnessstudio zu gehen, sich selbst als Ursache für den Besuch des Fitnessstudios dar. Eine wichtige Motivation für die Annahme einer Selbstreferentialitätstheorie besteht darin, eine bestimmte Art von Fall zu erklären: einen Fall, in dem das Verhalten genau so ist, wie es beabsichtigt war, aber die Absicht das Verhalten entweder überhaupt nicht oder nicht auf die richtige Weise verursacht hat. Beispielsweise beabsichtigt der Handelnde, einen Eindringling zu erschießen, wird dann von einem sich bewegenden Schatten erschreckt, wodurch sein Finger zuckt und er den Eindringling erschießt. Es wird oft behauptet, dass in solchen Fällen das fragliche Verhalten keine intentionale Handlung darstellt, d. h. dass der Handelnde den Eindringling nicht absichtlich erschossen hat, obwohl er die Absicht hatte, den Eindringling zu erschießen und den Eindringling erschossen hat. Dieses Paradox kann durch Selbstreferentialitätstheorien gelöst werden. Das fragliche Verhalten ist keine intentionale Handlung, weil die Absicht nicht richtig realisiert wurde: Es war Teil der Absicht, das Verhalten zu verursachen, was nicht auf die richtige Weise geschah. Es wird in der Regel akzeptiert, dass Absichten das entsprechende Verhalten in der richtigen Weise hervorrufen müssen, damit intentionale Handlungen entstehen können. Aber die Behauptung, dass dies auf der Ebene des Inhalts der Absicht geschieht, d. h. dass die Absicht sich selbst als Ursache des Verhaltens darstellt, wird häufig bestritten. Stattdessen wird argumentiert, dass der Inhalt von Absichten nur aus dem entsprechenden Handlungsplan besteht, ohne die Absicht selbst und ihre kausale Beziehung zur Ausführung dieses Plans darzustellen.

## Arten von Absichten
Einige Schwierigkeiten beim Verständnis von Absichten sind auf verschiedene Mehrdeutigkeiten und Unstimmigkeiten bei der Verwendung des Begriffs in der Alltagssprache zurückzuführen. Aus diesem Grund unterscheiden Theoretiker häufig zwischen verschiedenen Arten von Absichten, um Missverständnisse zu vermeiden und klar zu spezifizieren, was erforscht wird.

### Prospektiv und unmittelbar
Ein wichtiger Unterschied zwischen Absichten ist der zwischen prospektiven und unmittelbaren Absichten. Prospektive Absichten, auch „prior intentions“ genannt, sind zukunftsorientiert: Sie sind Pläne, die eine Person hat, um eine bestimmte Handlung in der Zukunft auszuführen. Sie unterscheiden sich von dem bloßen Wunsch, diese Handlung auszuführen, da sich die Person darauf festgelegt hat, sie zu gegebener Zeit auszuführen. In diesem Sinne wird manchmal angenommen, dass Wünsche ihr Objekt nur in Bezug auf einen bestimmten Aspekt bewerten, während die Festlegung auf eine Absicht auf einer umfassenden Bewertung beruht. Aus dieser Sichtweise wird die beabsichtigte Handlungsweise nicht nur als in einer Hinsicht gut bewertet, sondern als alles in allem gut. In einigen Fällen kann die Absicht sehr weit in die Zukunft weisen, etwa wenn ein Jugendlicher beschließt, eines Tages Präsident zu werden. In anderen Fällen geht die Bildung der prospektiven Absicht der Handlung nur geringfügig voraus, etwa wenn der Handelnde beabsichtigt, sich den Rücken zu kratzen, und dies auch sofort tut. Die Festlegung zur Handlungsweise ist reversibel. Wenn die Person also später auf gute Gründe stößt, die Handlung nicht durchzuführen, kann die Absicht fallen gelassen oder umformuliert werden. In diesem Sinne ist die prospektive Absicht, eine bestimmte Handlung auszuführen, keine Garantie dafür, dass diese Handlung später auch tatsächlich ausgeführt wird.
Unmittelbare Absichten, die auch als „handlungsbezogene“ Absichten oder „intentions-in-action“ bezeichnet werden, sind Absichten, die den Handelnden leiten, während er die betreffende Handlung ausführt. Sie sind eng mit dem Gefühl der Handlungsmacht verbunden. Die Festlegung des Handelnden auf die betreffende Handlung besteht in der aktiven Ausführung des Plans. Aber nicht alle Formen menschlichen Verhaltens sind beabsichtigt. Das Heben der Hand kann absichtlich oder unabsichtlich erfolgen, z. B. wenn ein Schüler dem Lehrer signalisieren will, dass er eine Frage hat, im Gegensatz zu einem unwillkürlichen Körperreflex. Häufig wird die Auffassung vertreten, dass ein zentraler Aspekt der unmittelbaren Absicht darin besteht, dass der Handelnde weiß, was er tut und warum er es tut. Dies bedeutet, dass die Handlung von einer bestimmten Form von Wissen begleitet wird, die bei bloßem zweckgerichtetem Verhalten fehlt. Dieser Aspekt wird manchmal verwendet, um das Verhalten von Mensch und Tier zu kontrastieren. Es besteht kein allgemeiner Konsens darüber, dass alle intentionalen Handlungen von dieser Art von Wissen begleitet werden. Ein Grund, dies zu bezweifeln, besteht darin, dass der Handelnde selbst bei intentionalen Handlungen nicht immer in der Lage ist, zu artikulieren, was er tut und warum er es tut. Einige Befürworter versuchen dies zu erklären, indem sie behaupten, dass das entsprechende Wissen vorhanden ist, auch wenn es nicht bewusst ist.

#### Proximal und distal
Prospektive Absichten können danach kategorisiert werden, wie weit sie im Voraus planen. Proximale Absichten beinhalten Pläne für das, was man sofort tun möchte, während distale Absichten weiter vorausplanen. Ein und dieselbe Absicht kann sowohl proximal als auch distal sein, wenn sie sowohl darauf gerichtet ist, was man jetzt tun will, als auch darauf, was man später tun will. Zum Beispiel beinhaltet die Entscheidung, einen Film jetzt in einer Sitzung anzusehen, eine Absicht, die sowohl proximal als auch distal ist. Diese Unterscheidung ist wichtig, da viele Handlungsabläufe zu komplex sind, um sie sich auf einmal im Detail vorzustellen. Stattdessen werden in der Regel nur proximale Absichten detailliert vorgestellt, während bei distalen Absichten der Gegenstand so lange vage bleiben kann, bis er für die anstehende Aufgabe relevanter wird. Aber distale Absichten spielen dennoch eine führende Rolle bei der Bildung proximaler Absichten. Ein einfacher Plan, Batterien im nahegelegenen Elektronikmarkt zu kaufen, umfasst beispielsweise viele Schritte, wie Schuhe anzuziehen, die Tür zu öffnen, zu schließen und zu verriegeln, zur Ampel zu gehen, links abzubiegen usw. Diese Schritte werden nicht im Detail vorgestellt, während der Handelnde sich die Schuhe anzieht. Im Mittelpunkt dieses Prozesses steht die Fähigkeit des Handelnden den Fortschritt in Bezug auf die proximale Absicht zu überwachen und das aktuelle Verhalten entsprechend anzupassen. Auf diese Weise ist die Absicht in der Lage, das Verhalten des Handelnden im Laufe der Zeit zu koordinieren. Zwar sind sowohl proximale als auch distale Absichten für das Gefühl der Handlungsmacht relevant, es wurde jedoch argumentiert, dass distale Absichten zu einem stärkeren Gefühl der Handlungsmacht führen.

### Motivierend und oblique
Die intentionalen Handlungen, die eine Person durchführt, ziehen in der Regel eine Vielzahl von größeren oder kleineren Folgen nach sich. Viele davon sind dem Handelnden normalerweise nicht bewusst. In Bezug auf diese Folgen handelt die Person unabsichtlich. Andere Folgen werden vom Handelnden erwartet. Einige sind motivierend, da sie den Grund des Handelnden für die Durchführung der Handlung darstellen. Eine dritte Art umfasst Folgen, derer sich der Handelnde zwar bewusst ist, die aber keine wichtige Rolle für seine Motivation spielen. Dies sind die Objekte der obliquen Intentionen: Sie beinhalten Nebenwirkungen, die der Handelnde in Kauf nimmt, um seine Hauptabsicht zu verwirklichen. Ted weiß zum Beispiel nicht, dass Rauchen Blasenkrebs verursacht, aber er weiß, dass es ihm hilft, mit Stress umzugehen, und dass es Lungenkrebs verursacht. Sein Grund für das Rauchen ist die Stressbewältigung. Die Erhöhung seines Lungenkrebsrisikos ist eine Nebenwirkung, die er in Kauf nimmt. Wenn Ted also raucht, erhöht er unabsichtlich sein Blasenkrebsrisiko, seine motivationale Absicht ist die Stressbewältigung, während er die Erhöhung seines Lungenkrebsrisikos nur oblique beabsichtigt. Motivationale Intentionen sind die paradigmatische Form von Absichten und stehen im Mittelpunkt der wissenschaftlichen Literatur über Absichten.
Diese Unterscheidungen sind für die Moral und das Recht von Bedeutung. So wird beispielsweise die unbeabsichtigte Begehung einer Straftat in der Regel als ein weniger schweres Vergehen angesehen als die vorsätzliche Begehung derselben Straftat. Dies wird oft als Fahrlässigkeit bezeichnet, im Gegensatz zum bösen Willen. Üblicherweise wird angenommen, dass schlechte Folgen, die in der obliquen Intention erfasst wurden, auf moralischer Ebene mehr Gewicht haben als unabsichtlich herbeigeführte schlechte Folgen. Es besteht kein Konsens darüber, ob ein oblique beabsichtigtes Verhalten eine intentionale Handlung darstellt, z. B. ob es richtig ist, zu behaupten, dass Raucher, die sich der Gefahren bewusst sind, absichtlich ihre Gesundheit schädigen.

### Rational und irrational
Absichten sind rational bewertbar: Sie sind entweder rational oder irrational. In diesem Sinne stehen sie im Gegensatz zu arationalen mentalen Zuständen, wie Trieben oder Schwindelgefühlen, die außerhalb des Bereichs der Rationalität liegen. Es wurden verschiedene Kriterien für die Rationalität von Absichten vorgeschlagen. Einige gehen davon aus, dass Absichten auf Wünschen und Überzeugungen beruhen und dass ihre Rationalität daher von diesen Wünschen und Überzeugungen abhängt. Nach dieser Auffassung stellen Wünsche bestimmte Ziele dar, Überzeugungen stellen die Mittel dar, die zur Erreichung dieser Ziele erforderlich sind, und Absichten sind Festlegungen, die Mittel zur Erreichung dieser Ziele einzusetzen. In diesem Sinne ist eine Absicht, die auf irrationalen Zuständen beruht, selbst irrational. So ist beispielsweise die Absicht, sich durch die Kraft von Kristallen zu heilen, irrational, wenn sie auf einer irrationalen Überzeugung an die Heilkraft der Kristalle beruht. Irrationalität kann aber auch dann entstehen, wenn zwei Absichten nicht miteinander vereinbar sind, d. h. wenn der Handelnde beabsichtigt, sowohl eine Handlung als auch eine andere Handlung auszuführen, wobei er glaubt, dass diese beiden Handlungen miteinander unvereinbar sind. Eine eng verwandte Form der Irrationalität gilt für das Verhältnis zwischen Mitteln und Zwecken. Das sogenannte Prinzip der Mittel-Zweck-Kohärenz besagt, dass es irrational ist, die Ausführung einer Handlung zu beabsichtigen, ohne die Ausführung einer anderen Handlung zu beabsichtigen, wenn man glaubt, dass die letztere Handlung notwendig ist, um die erstere Handlung zu verwirklichen. So wäre es beispielsweise irrational zu beabsichtigen, gesund zu werden, wenn der Handelnde glaubt, dass Sport notwendig ist, um gesund zu werden, aber nicht bereit ist, Sport zu treiben. In einem solchen Fall kann für den Handelnden immer noch der Wunsch rational sein, gesund zu werden, nicht aber, dies zu beabsichtigen. Dieser Grundsatz kommt in dem Sprichwort „Wer den Zweck will, will auch die Mittel“ zum Ausdruck. Es wurde auch vorgeschlagen, dass es zusätzliche Anforderungen an die Rationalität gibt in Bezug auf die Konsistenz zwischen den eigenen Überzeugungen und den eigenen Absichten.

### Bewusst und unbewusst
Von besonderer Bedeutung für die Psychologie und die Psychoanalyse ist der Unterschied zwischen bewussten und unbewussten Absichten.  Unbewusste Absichten werden häufig verwendet, um Fälle zu erklären, in denen sich eine Person auf eine bestimmte Weise verhält, ohne sich dessen bewusst zu sein. Dies ist insbesondere dann von Bedeutung, wenn das Verhalten eindeutig auf ein Ziel gerichtet ist, der Handelnde aber nicht bewusst beabsichtigt, dieses Ziel zu verfolgen, oder sich nicht einmal bewusst ist, dieses Ziel zu haben. Unbewusste Absichten werden dem Handelnden zunächst meist von Beobachtern zugeschrieben und werden dann erst im Nachhinein vom Handelnden selbst eingestanden. Diese Form der Erklärung ist jedoch nicht immer schlüssig, da zumindest in einigen Fällen auch andere Erklärungen möglich sind. So kann ein bestimmtes Verhalten beispielsweise als Ausführung einer blinden Gewohnheit erklärt werden, die weder bewusst noch absichtlich erfolgt.
Verschiedene prominente Beispiele, die von Sigmund Freud stammen, betreffen Versprecher, wie eine Sitzung für geschlossen zu erklären, obwohl man beabsichtigt, sie zu eröffnen. Freud sieht solche Phänomene nicht als unbeabsichtigte Fehler, sondern schreibt ihnen eine tiefere Bedeutung als Ausdruck unbewusster Wünsche zu. Es ist ein wichtiger Aspekt der Freudschen Psychoanalyse, die unbewussten Absichten hinter solchen Phänomenen als Fenster zum Unbewussten zu deuten und das Bewusstsein des Patienten hierzu zu schärfen. Es besteht jedoch keine allgemeine Einigkeit darüber, ob diese Art von Verhalten als absichtliches Verhalten anzusehen ist. Unbewusste Absichten werden manchmal auch zur Erklärung von scheinbar irrationalem Verhalten herangezogen. In diesem Sinne wird beispielsweise behauptet, dass übermäßiges Händewaschen, das bei einigen Menschen mit Zwangsstörungen beobachtet wird, durch die unbewusste Absicht motiviert sein kann, sich von Schuldgefühlen reinzuwaschen, auch wenn die betreffende Person auf Nachfrage ganz andere Gründe anführen mag.
Kritiker des Begriffs der „unbewussten Absicht“ haben Zweifel an den empirischen Belegen zugunsten unbewusster Absichten geäußert, da sie oft auf Interpretationen beruhen, denen verschiedene umstrittene Annahmen zugrunde liegen. Eine weitere Argumentationslinie richtet sich gegen den Begriff der „unbewussten Absicht“ selbst. Nach dieser Auffassung ist es inkohärent, von den fraglichen mentalen Zuständen als unbewusste Absichten zu sprechen. Begründet wird dies damit, dass die Absicht, etwas zu tun, mit einer Form der Selbsterkenntnis des Handelnden über das Beabsichtigte einhergehen muss. Dies wäre nicht möglich, wenn der mentale Zustand unbewusst ist.

### Andere
In der wissenschaftlichen Literatur finden sich verschiedene andere Unterscheidungen zwischen Arten von Absichten. Bedingte Absichten sind Absichten, etwas nur in dem Fall zu tun, dass eine bestimmte Bedingung erfüllt ist. Die Absicht, ein Buch an eine Freundin zurückzugeben, wenn diese darum bittet, ist ein Beispiel für eine bedingte Absicht. Die unbedingte Absicht, das Buch zurückzugeben, beinhaltet dagegen den Plan, es unabhängig vom Verhalten der Freundin zurückzugeben. Unbedingte Absichten sind stärker in dem Sinne, dass der Handelnde sich voll und ganz auf den Handlungsablauf festlegt, ohne sich von dem Vorhandensein einer auslösenden Bedingung abhängig zu machen.
Eine weitere Unterscheidung kann getroffen werden zwischen Absichten, die als Mittel für andere Absichten dienen, und Absichten, etwas um seiner selbst willen zu tun. Dies hängt eng mit dem Unterschied zwischen intrinsischen und instrumentellen Wünschen zusammen. Beispielsweise kann eine Absicht, in den Supermarkt zu gehen, auf einer anderen Absicht beruhen: der Absicht, zu essen. Aufgrund dieser Abhängigkeit hätte der Handelnde die erstere Absicht nicht gebildet, wenn die letztere Absicht nicht vorhanden gewesen wäre. Im Normalfall verschwindet die instrumentelle Absicht, wenn die ihr zugrunde liegende Absicht nicht mehr existiert. Im obigen Beispiel könnte der Handelnde die Absicht, in den Supermarkt zu gehen, fallen lassen, wenn sein Arzt ihm empfiehlt, mit dem Fasten zu beginnen. Es gibt jedoch Sonderfälle, in denen die instrumentelle Absicht dennoch bestehen bleibt, was manchmal als motivationale Trägheit (motivational inertia) bezeichnet wird.

## Entstehung von Absichten
Absichten können auf unterschiedliche Weise entstehen. Die paradigmatische Form der Absichtsbildung geschieht durch praktische Vernunft in Form von Entscheidungen. In diesem Fall erwägt der Handelnde verschiedene Alternativen und wählt dann die günstigste aus. Diese Wahl führt zu einer Festlegung gegenüber dem gewählten Handlungsplan und stellt somit die Bildung einer Absicht dar. Oft geht der Wahl selbst eine Überlegung voraus. Bei der Überlegung werden vielversprechende Handlungsoptionen formuliert und deren Wert durch Abwägung der Gründe für und gegen sie beurteilt. Ein Beispiel für diese Art der Absichtsbildung ist ein Student, der die ganze Nacht wach ist und darüber nachdenkt, ob er Englisch als Hauptfach studieren soll, und sich dann schließlich dafür entscheidet. Aber nicht allen Entscheidungen geht eine Überlegung voraus und nicht jede Überlegung führt zu einer Entscheidung. Eine andere Art der Absichtsbildung findet statt, ohne dass eine explizite Entscheidung getroffen wird. In solchen Fällen fühlt sich der Handelnde einfach auf die entsprechende Handlungsweise festgelegt, ohne sich bewusst für sie oder gegen ihre Alternativen zu entscheiden. Dies ist bei vielen Handlungen der Fall, die aus Gewohnheit durchgeführt werden. So ist beispielsweise das gewohnheitsmäßige Aufschließen der Bürotür am Morgen in der Regel eine absichtliche Handlung, die ohne eine vorherige explizite Entscheidung erfolgt. Es wurde argumentiert, dass Entscheidungen als eine Art mentale Handlung verstanden werden können, die darin besteht, die Unsicherheit darüber, was zu tun ist, zu beseitigen. Entscheidungen werden in der Regel als ein momentaner Wechsel vom Nichtvorhandensein einer Absicht zu ihrem Vorhandensein gesehen. Dies steht im Gegensatz zur Überlegung, die sich normalerweise auf einen langwierigen Prozess bezieht. Diese fachbegrifflichen Unterscheidungen spiegeln sich nicht immer in der Art und Weise wider, wie diese Begriffe im allgemeinen Sprachgebrauch verwendet werden.

## Psychologische Funktionen
Absichten haben verschiedene psychologische Funktionen im Geist des Handelnden. Einige Absichtstheoretiker stützen ihre Definition von Absichten sogar auf die Funktionen, die sie ausführen. Absichten sind dafür verantwortlich, Handlungen einzuleiten, aufrechtzuerhalten und zu beenden. In diesem Sinne sind sie eng mit der Motivation verbunden. Sie helfen auch dabei, die Handlung selbst zu steuern und versuchen, das Verhalten des Handelnden im Laufe der Zeit zu koordinieren. Eine ähnliche Funktion von Absichten besteht darin, das eigene Verhalten mit dem Verhalten anderer Personen zu koordinieren, indem man entweder gemeinsam Absichten bildet oder auf die Absichten reagiert, die andere bereits haben. Dies ermöglicht verschiedene komplexe Formen der Zusammenarbeit. Nicht jede Form des menschlichen Verhaltens wird von Absichten geleitet. Dies betrifft zum Beispiel körperliche Reflexe wie Niesen oder andere unkontrollierte Prozesse wie die Verdauung, die ohne einen vorher ausgearbeiteten mentalen Plan ablaufen. Absichten stehen in engem Zusammenhang mit der praktischen Vernunft, d. h. mit den Gründen, aus denen wir handeln. Diese Gründe werden oft in Bezug auf Überzeugungen und Wünschen erklärt. Zum Beispiel kann der Grund des Handelnden, eine Straße zu überqueren, in seinem Wunsch bestehen, die andere Seite zu erreichen, und in seiner Überzeugung, dass dies durch das Überqueren erreicht wird. Aufgrund dieser engen Verbindung zum Verhalten werden Absichten häufig herangezogen, um zu erklären, warum Menschen ein bestimmtes Verhalten an den Tag legen. Solche Erklärungen sind oft teleologisch in dem Sinne, dass sie das beabsichtigte Ziel als Grund für das Verhalten anführen.

## Beziehung zu anderen Begriffen

### Überzeugung und Wunsch
Absichten stehen in engem Zusammenhang mit anderen mentalen Zuständen, wie Überzeugung und Wunsch. Es ist allgemein anerkannt, dass Absichten eine Form des Wünschens beinhalten: Die beabsichtigte Handlung wird in gewisser Weise als gut oder wünschenswert angesehen. Dieser Aspekt macht es möglich, dass Absichten Handlungen motivieren. Es wurden verschiedene Weisen vorgeschlagen, wie Absichten mit Überzeugungen zusammenhängen. Einerseits scheint es unmöglich zu sein, etwas zu beabsichtigen, von dem man glaubt, dass es unmöglich ist. Einige Darstellungen gehen sogar noch weiter und behaupten, dass Absichten die Überzeugung beinhalten, dass man die betreffende Handlung ausführen wird. Darüber hinaus wurde vorgeschlagen, dass Überzeugungen für Absichten notwendig sind, um das Verhalten mit dem beabsichtigten Ziel zu verbinden. Nach dieser Auffassung beinhalten Absichten die Überzeugung, dass das beabsichtigte Verhalten das angestrebte Ziel herbeiführen würde.

### Handlung
In der Handlungsphilosophie ist eine zentrale Frage, wie Handlungen zu definieren sind, also wie sie sich von anderen Arten von Ereignissen, wie einem Sonnenaufgang, einer Autopanne oder der Verdauung, unterscheiden. Die gängigste Herangehensweise an diese Frage definiert Handlungen in Bezug auf Absichten. Nach Donald Davidson ist eine Handlung ein Ereignis, das unter einer bestimmten Beschreibung beabsichtigt ist. Laut dieser Auffassung ist es ein zentraler Aspekt von Handlungen, dass sie durch einen mentalen Zustand des Handelnden verursacht werden: seine Absicht. Ein weiterer wichtiger Aspekt ist, dass diese Verursachung in der richtigen Weise erfolgt, d. h. dass die Absicht das von ihr geplante Ereignis verursacht und dass das Ereignis durch den Einsatz der Fähigkeiten der Person verursacht wird. Diese zusätzlichen Anforderungen sind notwendig, um sogenannte „abwegige Kausalketten“ (wayward causal chains) auszuschließen, d. h. Fälle, in denen das beabsichtigte Verhalten eintritt, die entsprechende Absicht das Verhalten aber entweder gar nicht oder nicht in der richtigen Weise verursacht hat.
Einige Philosophen haben diese enge Verbindung zwischen Handlung und Absicht abgelehnt. Diese Kritik basiert auf der Idee, dass eine Person eine Handlung absichtlich ausführen kann, ohne eine entsprechende Absicht zu haben, diese Handlung auszuführen. Etwas absichtlich zu tun, ist normalerweise damit verbunden, es aus einem bestimmten Grund zu tun. Die Frage ist also, ob es möglich ist, etwas aus einem bestimmten Grund zu tun, ohne eine entsprechende Absicht zu haben. Dies gilt insbesondere für einfache Handlungen, die Teil größerer Routinen sind. Um zum Beispiel ins Kino zu gehen, müssen viele Schritte ausgeführt werden. Diesem Argument zufolge ist jeder Schritt eine absichtliche Handlung, aber der Handelnde bildet nicht für jeden Schritt eine eigene Absicht. Stattdessen werden die meisten Schritte nicht explizit vom Geist repräsentiert. Ein weiteres Gegenbeispiel gegen die These, dass die absichtliche Ausführung einer Handlung die Absicht beinhaltet, diese Handlung auszuführen, basiert auf dem Bewusstsein unbeabsichtigter Nebenwirkungen, die manchmal als oblique Intentionen bezeichnet werden. Ein Beispiel ist die Entscheidung eines Vorstandsvorsitzenden, ein neues Projekt zur Steigerung der Gewinne zu unterstützen, trotz seiner negativen Auswirkungen auf die Umwelt. In diesem Fall wurde argumentiert, dass der Vorstandsvorsitzende die Umwelt absichtlich schädigt, ohne die Absicht, dies zu tun.

#### Toxin-Puzzle
Ein bekanntes Gedankenexperiment zum Verhältnis zwischen Absicht und Handlung ist das auf Gregory Kavka zurückgehende Toxin-Puzzle. Dabei bietet ein Milliardär einer Person eine Million Dollar dafür, dass sie bis zum Ende des Tages die Absicht bildet, am nächsten Tag ein Fläschchen mit einem Gift zu trinken. Das Gift macht die Person einen Tag lang krank, hat aber ansonsten keine nachhaltige Wirkung. Es spielt keine Rolle, ob die Person das Gift am nächsten Tag tatsächlich trinkt, wichtig ist nur, dass sie zum Ende des heutigen Tages die Absicht hat, dies zu tun. Das Puzzle betrifft die Frage, ob es möglich ist, diese Absicht wirklich zu bilden. Der Grund, dies zu bezweifeln, liegt darin, dass die Person, sobald sie die Absicht gefasst und das Geld erhalten hat, keinen Grund mehr hat, das Gift tatsächlich zu trinken: Dieser Schritt ist optional. Wenn sie aber von Anfang an weiß, dass sie das Gift doch nicht trinken wird, ist es höchst fraglich, ob sie die entsprechende Absicht tatsächlich bilden kann. Dies hängt eng mit der Idee zusammen, dass die Absicht, etwas zu tun, die Überzeugung voraussetzt, dass man es tun wird. Da die Person aber keinen Grund hat, es tatsächlich zu tun, sobald sie das Geld erhalten hat, würde sie nicht glauben, dass sie es tun würde. Dies spricht gegen die Idee, dass sie es anfänglich überhaupt beabsichtigen kann.
Verschiedene Philosophen sind sich einig, dass es unmöglich ist, diese Art von Absicht zu bilden. Ihr Ziel ist es oft, einen allgemeinen Grundsatz zu finden, der erklärt, warum dies der Fall ist. Verschiedene Erklärungen konzentrieren sich auf die Idee, dass der Grund für die Durchführung der Handlung fehlt, wenn es an der Zeit ist, sie auszuführen. Die Person hat also einen Grund, heute die Absicht zu bilden, aber keinen Grund, die Handlung morgen auszuführen. Der Grund für die Absichtsbildung ist also ein anderer als der Grund für die Ausführung der Handlung. Dies wird manchmal dadurch ausgedrückt, dass die Person die „falsche Art von Grund“ hat, um die Absicht zu bilden. Laut dieser Ansicht ist es unmöglich, die Absicht zu bilden, weil die richtige Art von Grund für die Absicht von dem Grund für die Handlung selbst abgeleitet ist, welcher fehlt.
Aber nicht jeder ist der Meinung, dass die Absichtsbildung unmöglich ist. Nach der rationalistischen Lösung ist es beispielsweise möglich, die Absicht zu bilden, weil es einen entscheidenden Grund gibt, das Gift zu trinken. Die Idee hinter diesem Ansatz ist, dass es heute zwei Möglichkeiten gibt: (1) die Absicht nicht bilden und das Gift nicht trinken oder (2) die Absicht bilden und das Gift trinken. Da die zweite Option den Nutzen maximiert, ist es rational, ihr zu folgen und das Gift zu trinken. Die Schwierigkeit bei diesem Ansatz besteht darin, zu erklären, wie die Person an ihrer Absicht, das Gift zu trinken, festhalten kann, nachdem sie das Geld erhalten hat.

### Moral
Es wird oft behauptet, dass die Absichten des Handelnden eine zentrale Rolle für den moralischen Wert der entsprechenden Handlungen spielen. Dies wird manchmal als „Absichtsprinzip“ (intention principle) bezeichnet: die These, dass die moralische Zulässigkeit einer Handlung manchmal von der Absicht des Handelnden abhängt, diese Handlung auszuführen. Nach dieser Auffassung kann eine ansonsten zulässige Handlung unzulässig sein, wenn sie durch schlechte Absichten motiviert ist. Zum Beispiel verabreicht ein Arzt einem leidenden und todkranken Patienten, der zustimmt, ein tödliches Medikament. Die Verfechter des Absichtsprinzips könnten behaupten, dass es von der Absicht des Arztes abhängt, ob diese Handlung zulässig ist. Konkret geht es darum, ob dies mit der Absicht geschieht, die Schmerzen des Patienten zu lindern, oder mit der Absicht, einen verachteten Feind loszuwerden. Die Gegner könnten behaupten, dass es bei dem fraglichen moralischen Unterschied nur um die Bewertung des Arztes als Person geht, nicht aber um seine Handlung. Nach dieser Auffassung gibt es einen Unterschied zwischen den moralischen Werten von Personen und von Handlungen: Absichten betreffen den moralischen Wert von Personen, nicht aber von Handlungen. Das Absichtsprinzip wird in der Regel auch von den Konsequentialisten abgelehnt. Sie sind der Ansicht, dass nur die Folgen einer Handlung von Bedeutung sind, nicht jedoch, wie sie motiviert wurde. Nach Ansicht der Utilitaristen ist eine Handlung beispielsweise dann richtig, wenn sie die größtmögliche Menge an Gutem für die größtmögliche Zahl von Menschen bewirkt. In manchen Fällen können sogar Handlungen, die mit schlechten Absichten ausgeführt werden, diese Wirkung haben.
Immanuel Kant ist ein berühmter Verfechter des Absichtsprinzips. Für ihn ist es von zentraler Bedeutung, dass man nicht nur nach außen hin pflichtgemäß handelt, was er „Legalität“ nennt. Vielmehr sollte der Handelnde auch innerlich von der richtigen Absicht motiviert sein, was er „Moralität“ nennt. Nach dieser Auffassung ist es in gewissem Sinne moralisch verwerflich, viel Geld an Wohltätigkeitsorganisationen zu spenden, wenn dies in der Absicht geschieht, andere Menschen zu beeindrucken. Laut Kant sollte die Hauptabsicht immer die Ausführung der eigenen Pflicht sein: Der gute Wille besteht darin, die eigene Pflicht um der Pflicht willen zu tun.
Das Prinzip der Doppelwirkung ist ein eng verwandter Grundsatz. Es besagt, dass es Fälle gibt, in denen der Handelnde nicht beabsichtigen darf, anderen zu schaden, selbst wenn dieser Schaden als Mittel zu einem höheren Gut verwendet wird. Aber in ansonsten äquivalenten Fällen ist es zulässig, anderen zu schaden, wenn dieser Schaden eine Nebenwirkung oder eine Doppelwirkung ist, aber kein Mittel. Nach dieser Auffassung ist beispielsweise die Bombardierung einer Munitionsfabrik mit dem Ziel, die Entschlossenheit des Feindes zu schwächen, indem alle dort arbeitenden Zivilisten getötet werden, unzulässig. Die Durchführung desselben Angriffs als taktische Bombardierung mit dem Ziel, die Munitionsversorgung des Feindes zu reduzieren, ist jedoch zulässig, auch wenn die gleiche Anzahl ziviler Todesfälle als Nebeneffekt erwartet wurde. Viele der Argumente, die sich gegen das Absichtsprinzip richten, gelten auch für das Prinzip der Doppelwirkung. Zusätzliche Argumente konzentrieren sich auf die Schwierigkeit, eine allgemeine Unterscheidung zwischen beabsichtigten Mitteln und vorhersehbaren Nebenwirkungen zu treffen.